# Modrinja vas, Šmohor - Preseško jezero
Modrinja vas (nemško Möderndorf) je naselje občine Šmohor - Preseško jezero v okraju Šmohor na Koroškem v Avstriji.